# Percy Tham (1907–1983)
Carl Percy Sebastian Tham, född den 12 oktober 1907 i Stockholm, död den 15 mars 1983 i Nyköping, var en svensk företagsledare. Han var son till Percy Tham.

## Biografi
Tham bedrev efter läroverksstudier kontorspraktik i Hamburg, Newcastle och Hull. Han inträdde i firma Percy Tham aktiebolag i Oxelösund 1931 och blev verkställande direktör där och i aktiebolaget Tham & söner 1951. Tham blev dansk vicekonsul i Nyköping och finsk vicekonsul i Oxelösund 1953. Han var ledamot i ett stort antal bolagsstyrelser. Tham blev riddare av Vasaorden 1963.